# هوبرتوس اشمیت
هوبرتوس اشمیت (آلمانی: Hubertus Schmidt؛ زادهٔ ۸ اکتبر ۱۹۵۹) سوارکار اهل آلمان بود.
وی همچنین برندهٔ جوایزی همچون برگ بوی نقره‌ای شده‌است.